# Madlib
Madlib (24 de octubre de 1973), nacido Otis Jackson Jr., es un productor, multiinstrumentista, MC y DJ estadounidense residente en California.

## Biografía
Madlib, hijo de los músicos Otis y Senesca Jackson, nació en Oakland, California. Creció en la pequeña localidad de Oxnard, y en la actualidad reside en Los Ángeles. A principios de los 90, comenzó haciendo música con el grupo de rap Lootpack, el cual, después de editar de manera independiente un EP, captó la atención de Peanut Butter Wolf, fundador del sello Stones Throw. En 1999, Lootpack saca a la luz dos singles y un LP con el sello. Además, en esta etapa, Madlib es colaborador habitual del grupo de rap Tha Alkaholiks, con quien trabaja en varios de sus álbumes.
En el año 2000, el productor edita su primera referencia con su alter ego extraterrestre Quasimoto, The Unseen. El disco fue aclamado por la crítica y considerado uno de los mejores del año por la revista Spin. Quasimoto fue también la revelación del año según la publicación Hip Hop Connection. Madlib consigue la particular voz aguda del extraterrestre grabando sus raps sobre beats ralentizados y devolviendo la grabación a la velocidad normal más tarde.
En 2001, Madlib se alejó del rap tradicional publicando su primer trabajo con Yesterday's New Quintet, Angles without Edges. Yesterday's New Quintet es una banda de jazz con influencias electrónicas y del hip hop formada por cuatro personajes ficticios: Ahmad Miller, Monk Hughes, Malik Flavors y Joe McDuphrey; además de Madlib, del cual se acredita su verdadero nombre, Otis Jackson Jr. Bajo el nombre de YNQ y de cada uno de sus miembros, Madlib ha seguido grabando títulos, incluyendo un disco tributo a Stevie Wonder, Stevie (2002); otro tributo a Weldon Irvine, A Tribute to Brother Weldon (2004); Joe McDuphrey Experience y otras referencias sólo disponibles en vinilo.
El artista se define como "DJ primero, después productor, y por último MC". Aunque sea más conocido su trabajo como productor, también ha llevado a cabo proyectos como DJ, y otros remezclando la música de otros artistas. El primero de ellos, de 2002, es una mixtape de antiguos temas de reggae titulada Blunted in the Bomb Shelter. El segundo, de 2003, un álbum con el mítico sello de jazz Blue Note, Shades of Blue. Este contiene remixes, nuevas mezclas y reinterpretaciones de temas clásicos del catálogo Blue Note, además de una colaboración vocal del MC M.E.D. aka Medaphoar.
2003 trajo el primero de los dos proyectos que ha llevado en colaboración por el momento: Champion Sound, junto al productor de Detroit Jay Dee, con quien formó el dúo Jaylib. En 2004, la colaboración con el MC y productor MF DOOM en el combo conocido como Madvillain dio lugar a Madvillainy, que obtuvo  mayor éxito de ventas. El disco fue muy esperado y tuvo una gran acogida por parte del público y de la crítica, que lo consideró uno de los mejores trabajos del año.
La segunda larga duración de Quasimoto, The Further Adventures of Lord Quas (2005) tuvo también el respaldo del público y continuó la costumbre de utilizar samples vocales de Melvin Van Peebles. A este trabajo le siguió un disco de jazz bajo el nombre de "Sound Directions". El álbum, The Funky Side of Life (2006), supuso para el productor la primera colaboración con músicos de sesión. 
Su primera colección de instrumentales inéditas, Beat Konducta Vol. 1-2: Movie Scenes, llegó en marzo de 2006, y en Nochevieja del mismo año se puso a disposición del público desde la página web de Stones Throw Liberation, trabajo realizado con Talib Kweli y que estará disponible en CD desde febrero de 2007.
Otros futuros proyectos ya anunciados son un nuevo álbum de YNQ, Yesterday’s Universe, un disco con el músico Melvin Van Peebles; un trabajo en solitario con BBE Music, Beat Konducta Vols. 3 & 4; y la producción musical para el disco del legendario Percee P que saldrá por Stones Throw y presumiblemente llevará el título de Perseverance.

## Discografía

### Álbumes en solitario
Como Madlib
- Shades of Blue (2003)
- Beat Konducta Vol 1-2: Movie Scenes (2006)
- Beat Konducta Vol 3-4: Beat Konducta in India (2007)
- WLIB AM: King of the Wigflip (2008)
- Beat Konducta Vol. 5-6: A Tribute to... (2009)
- Medicine Show #1: Before The Verdict (2009)
- Medicine Show #2: Flight to Brazil (2010)
- Medicine Show #3: Beat Konducta in Africa (2010)

Como Quasimoto
- Hittin'Hooks (1999)
- Come On Feet (2000)
- The Unseen (2000)
- Bus Ride (2005)
- The Further Adventures of Lord Quas (2005)
- Yessir Whatever  (2013)
- Talkin' Shit (2014)

Como DJ Rels
- Theme For a Broken Soul (2004)

### Colaboraciones
Lootpack
- Psyche Move EP (1998)
- Soundpieces: Da Antidote (1999)
- The Lost Tapes (2004)
- Loopdigga (2014)

Jaylib
- Champion Sound (2003)

Madvillain
- Madvillainy (2004)
- Madvillainy 2: The Madlib Remix (2008)

Talib Kweli & Madlib
- Liberation (2007)

Jackson Conti
- Sujinho (2008)

Freddie Gibbs 
- Thuggin (EP, 2011)
- Shame (EP, 2012)
- Deeper (EP, 2013)
- Piñata (LP, 2014)
- Bandana (2019)